# Windows MultiPoint Server

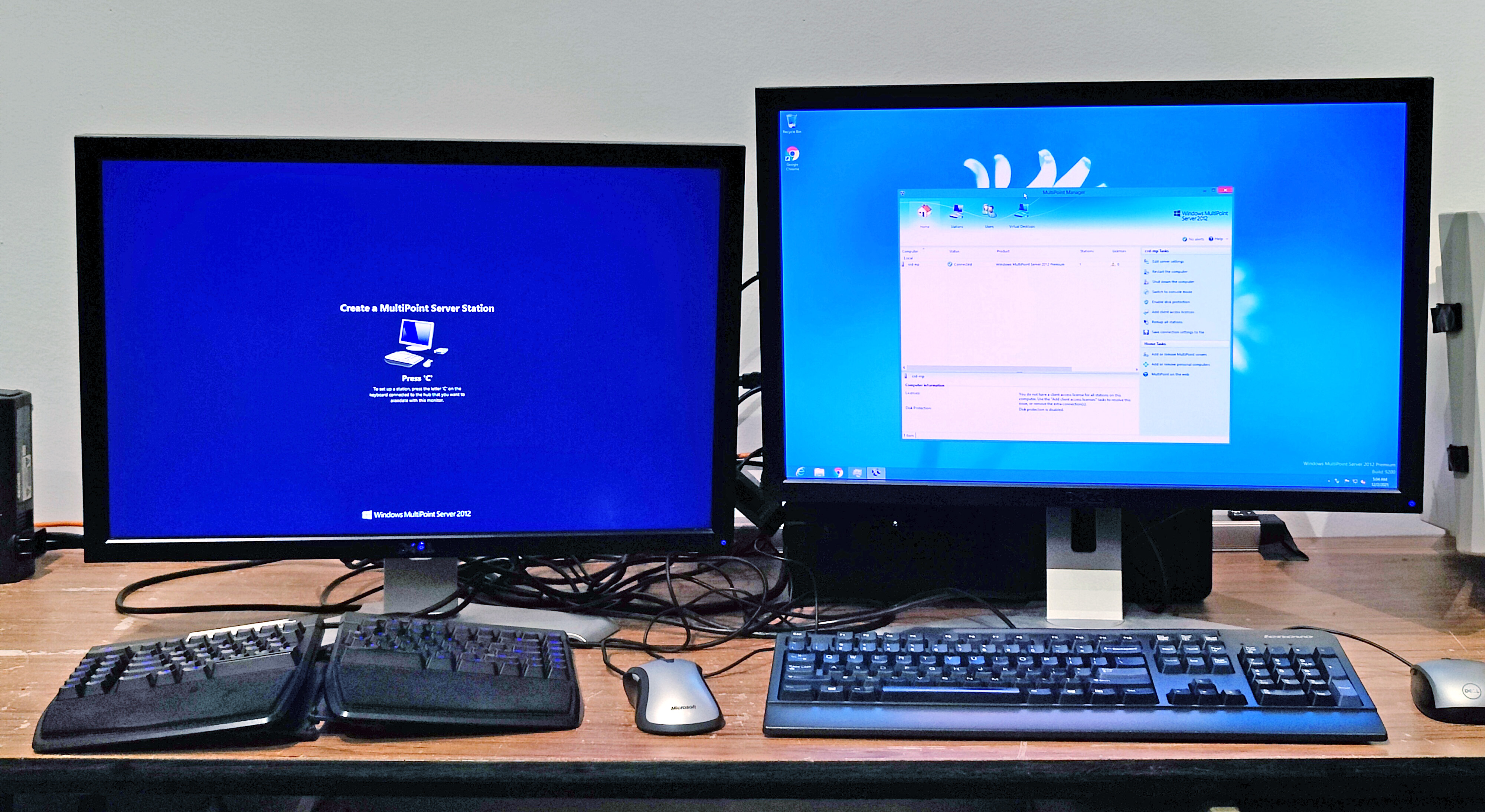
コンピューター上で実行されている Windows MultiPoint Server 2012。

Windows MultiPoint Server（ウィンドウズ マルチポイント サーバー）は、マイクロソフトによるサーバー用オペレーティングシステムである。
リモートホストを使用することで複数の独立した端末を同時に稼働させることができる。

## バージョン

### Windows MultiPoint Server 2010
2008年2月10日にWindows Server 2008 R2をベースとしてリリースされた。

### Windows MultiPoint Server 2011
2011年3月10日にWindows Server 2008 R2 SP1をベースとしてリリースされた。
学校のPCなどにも使われる

### Windows MultiPoint Server 2012
2012年2月27日にリリース。
- マルチポイントダッシュボードを追加。端末に登録されている一般ユーザーに干渉できる。
- プレミアム版では仮想マシンを作成することができる。この機能はスタンダード版では使用できない。
- WindowsストアへアクセスできるWindows 8のデスクトップを使用できる。
- サーバーにつながっているWindows 7及び8のクライアントを監視できる。